# 歌舞伎町弁護人 凛花
『歌舞伎町弁護人 凛花』（かぶきちょうべんごにん りんか）は、原作：松田康志、作画：花小路ゆみによる日本の漫画作品。『週刊漫画サンデー』（実業之日本社）2007年1月23日号から2008年5月13・20日合併号まで連載された。

## テレビドラマ
BSテレ東「真夜中ドラマ」枠にて2019年4月14日（13日深夜）から7月7日（6日深夜）に放送された。主演は本作が民放連続ドラマ初主演となる朝倉あき。
キャッチコピーは「この街の正義を守るのが、わたしの仕事。」。

### キャスト
美鈴凛花
演 - 朝倉あき（幼少期：ひな）

牛島連司
演 - 武田航平

美鈴花太郎
演 - 渡辺裕之

山田蘭
演 - 山地まり

しのぶ
演 - 岡田浩暉

#### ゲスト
第1話
好美
演 - 山田まりや（第2話）

りお
演 - 出口亜梨沙（第2話）

堀切
演 - 日向丈（第2話）
第2話
由梨
演 - 渡辺万美

権俵社長
演 - 宮川不二夫

第3話・第4話
沢井順子
演 - 山崎真実

広田部長
演 - 山崎まさや

猪原課長
演 - 御麿

友紀
演 - 幸村未鈴

真美
演 - 橘花凛

章子
演 - 宮澤竹美

第5話
乾猛
演 - 鷹松宏一（第6話 - ）

飯島孝史
演 - 中村公隆（第6話）

萩原勇士
演 - 小柳心（第6話）

矢島伸也
演 - 藤田晋之介（第6話）

第6話
渋谷刑事
演 - 仁科貴（第8話）

浅田恭子
演 - 西丸優子（第7話 - ）

田崎誠人
演 - 早瀬慧

勝馬秀吉
演 - ふたむら幸則

鹿島美姫
演 - 里於奈

島崎沙耶
演 - 川村海乃

戸塚（とづか）
演 - 井丸かつひこ
ホームレス。
藤沢（ふじさわ）
演 - 秋本泰英
ホームレス。
第7話
河合紀香
演 - 倉田悠貴

詐欺師・定岡真次
演 - 聡太郎

定岡の女
演 - 岡田千咲

店員
演 - 池田拓矢（第8話 - ）

第8話
藍沢栞
演 - 川菜美鈴

芝崎直人
演 - 遊佐亮介

桜井真治
演 - 越智友己

小田嶋貞夫
演 - たれやなぎ

檜山弁護士秘書
演 - 井上澄玲

第9話
青柳誠次
演 - 小林豊

亀田文吉
演 - 近江谷太朗

徳山庄司
演 - 塩谷南

竹村博
演 - 冨永竜

日野守
演 - 大対源

盗撮される女
演 - 都留綾乃

第10話
宮田ジェーン
演 - マリア・コリコ

宮田隆信
演 - 平野貴大

中本かおり
演 - 宮崎京

宮田ミツル
演 - 及川欽之典

美鈴葉子
演 - 長澤佑香

第11話
三村早季子
演 - 小林涼子（最終話）

佐山大吾
演 - 高橋努（最終話）

佐山省吾
演 - 岸田研二（最終話）

エステティシャン
演 - 鈴木ふみ奈

カップル
演 - 斎藤勝巳、月岡果穂

裁判長
演 - 西澤勉（最終話）

萩原勇士
演 - 小柳心

最終話
本田良子
演 - 向山孝子

山崎則之
演 - 三浦祐介

愛美
演 - 藍田愛

### スタッフ
- 原作 - 松田康志 / 作画 - 花小路ゆみ『歌舞伎町弁護人 凛花』（実業之日本社）
- 監督 - 植田尚、中田博之、大内舞子、船谷純矢
- 脚本 - 守口悠介、柴田泉、村川康敏、大原夕季
- ナレーション - 外島孝一
- 主題歌 - The Winking Owl「NEW」
- 法律監修 - 日向一仁
- プロデューサー - 森田昇（BSテレ東）、澤田賢一（トップシーン）
- 制作 - BSテレ東、トップシーン
- 製作著作 - 「歌舞伎町弁護人 凛花」製作委員会2019

### 放送日程
| 各話   | 放送日  | サブタイトル                       | ラテ欄            | 脚本            | 監督     |
| ------ | ------- | ---------------------------------- | ----------------- | --------------- | -------- |
| 第1話  | 4月14日 | 私、キャバ嬢の味方ですから!        | 悪男天誅!         | 守口悠介        | 植田尚   |
| 第2話  | 4月21日 | 堕ちたキャバ嬢! 卑劣な愛人契約     | 愛人契約          | 守口悠介        | 植田尚   |
| 第3話  | 5月05日 | セクハラの餌食となった元AV女優     | 救えAV嬢          | 柴田泉 守口悠介 | 植田尚   |
| 第4話  | 5月12日 | 女性蔑視! セクハラ隠蔽企業の闇     | チカン 鬼セクハラ | 柴田泉 守口悠介 | 植田尚   |
| 第5話  | 5月19日 | キャバ嬢殺害! 犯人はホスト!?       | 女の敵 レイプ殺人 | 村川康敏        | 中田博之 |
| 第6話  | 5月26日 | 私、ホストの味方ですから!          | 欲望熱 欲望と凶器 | 村川康敏        | 中田博之 |
| 第7話  | 6月02日 | オンナの敵! 結婚詐欺師の甘い罠     | 結婚詐欺師        | 大原夕季        | 植田尚   |
| 第8話  | 6月09日 | 侵された風俗嬢! その一途な愛       | 風俗嬢 合意無き愛 | 村川康敏        | 中田博之 |
| 第9話  | 6月16日 | 元カレ検事と対決! ゆれるオンナ心   | 盗撮と女心        | 守口悠介        | 植田尚   |
| 第10話 | 6月23日 | 外国人妻の悲痛な叫び! 家族の絆とは | 涙離婚 ドロ沼離婚 | 守口悠介        | 大内舞子 |
| 第11話 | 6月30日 | ラブホテルは夫婦の宝、渡すもんか!  | 血対決 ラブホテル | 守口悠介        | 船谷純矢 |
| 最終話 | 7月07日 | 娘と父、宿命の法廷対決! 異議あり!  | 勝負! 感動の対決  | 守口悠介        | 植田尚   |

### ネット局
| BSテレ東・テレビ大阪 真夜中ドラマ          | BSテレ東・テレビ大阪 真夜中ドラマ              | BSテレ東・テレビ大阪 真夜中ドラマ                                           |
| 前番組                                     | 番組名                                         | 次番組                                                                      |
| ------------------------------------------ | ---------------------------------------------- | --------------------------------------------------------------------------- |
| 面白南極料理人 （2019年1月13日 - 3月31日） | 歌舞伎町弁護人 凛花 （2019年4月14日 - 7月7日） | まどろみバーメイド 〜屋台バーで最高の一杯を。〜 （2019年7月14日 - 9月29日） |